# ACI Марина Сплит
ACI Марина Сплит (Adriatic Croatia International Club)  је смештена на хрватској обали јадранског приморја. Ова марина је само једна од 22 марине Јадранског хрватског међународног клуба марина. Отворена  је током целе године, и има идеалну локацију која јој пружа природну заштиту од јаких јужних ветрова и мора. Има 355 места за усидредње. 
Ова марина је добитник разних награда, и има два једриличарска клуба. У ACI марини Сплит почиње сплитски Лунгомаре. То је  најдуже шеталиште на Јадрану.

## Географски положај
Марина се налази  у Сплиту. Сплит је највећи град у Далмацији, други по величини град у Хрватској.  Сплит је смештен на јадранској обали, у средњој Далмацији, на Сплитском (Марјанском) полуострву. Марина Сплит има добру локацију која јој пружа природну заштиту од јаких  ветрова и мора. Такође заштићена је чврстим каменим лукобраном од јужних ветрова и узбурканог мора.

## Приступ
Градска лука Сплит је велика трајектна лука, која захтева додатни опрез приликом приближавања. Бродови који излазе из луке имају право пролаза у маневрисању, које је препоручљиво не ометати. Такође је забрањено је сидрење у било ком делу луке, осим у хитним случајевима. У луку се улази кроз широки пролаз обележен светлима и дневним ознакама. Приликом приласка луци могу се користити следеће знаменитости: истакнути звоник Катедрале Светог Дујма; рт Сустипан; и камени споменик поморцима у облику светионика, који је у ствари осветљени камени рт. На левој  страни каменог рта Сустипан налази се црвена кула са црвеним светлом, док се на десној  страни улаза у луку, на главном лукобрану, налази  истакнути зелени светионик, опремљен сигналом за маглу и сиреном од 30 секунди. Приликом приближавања ACI марини на шумовитом полуострву  виде се беле стене, као и унутрашњи лукобран на источном улазу у марину, обележен црвеном кулом са стубом, галеријом и светлом. Такође се види зграда рецепције, ресторани и радионице у марини. 

## Награде
ACI марини Сплит уручена је награда „Туристички цвијет – квалитета за Хрватску“ за треће мјесто у 2017. години у категорији најбоља средња марина на Јадрану, док је у 2017. години добила награду за друго место. ACI марина Сплит је такође добитник престижне награде Плава застава.